# 薛祥村
薛祥村是中华人民共和国陕西省咸阳市武功县小村镇所辖的一个行政村。该行政村包含罗古、谷米寺两自然村。全行政村672户、人口3259人、分为10个村民小组。耕地面积2541亩。